# Paullinia livescens
Paullinia livescens är en kinesträdsväxtart som beskrevs av L. Radlk.. Paullinia livescens ingår i släktet Paullinia och familjen kinesträdsväxter. Inga underarter finns listade i Catalogue of Life.